# Hrabství Dublin
Hrabství Dublin (irsky Contae Bhaile Átha Cliath, anglicky County Dublin), nebo správněji Region Dublin (irsky Réigiúin Átha Cliath), je hrabství nacházející se na východě země v bývalé provincii Leinster. Sousedí s hrabstvími Meath a Kildare na západě a s hrabstvím Wicklow na jihu. Východní pobřeží omývá Irské moře.
Hlavním městem hrabství je Dublin, hlavní a zároveň největší město Irska. Hrabství má rozlohu 921 km² a žije v něm přibližně 1,27 milionu obyvatel. Hrabství se dále dělí na čtyři části: vlastní město Dublin, Dún Laoghaire – Rathdown, Fingal a Jižní Dublin.
Mazi nejzajímavější místa hrabství patří Dublin. Na území hrabství se nachází dublinské mezinárodní letiště. Dublin a potažmo celé hrabství je silničním a železničním uzlem Irska.
Dvoupísmenná zkratka hrabství, používaná zejména na SPZ, je D.

## Dělení
Dublin City Council (Dublinská městská rada) existovala po staletí, dříve jako Dublin Corporation (dublinské zastupitelstvo), county borough (okresní správní obvod). Roku 1994 bylo zrušeno a nahrazeno třemi novými okresními zastupitelstvy. Hrabství či region tak nyní tvoří:
| název                    | mapa | rozloha (km²) | počet obyvatel |
| Dublin                   |      | 115           | 525 383        |
| Dún Laoghaire – Rathdown |      | 127           | 206 995        |
| Fingal                   |      | 454           | 239 992        |
| Jižní Dublin             |      | 223           | 265 174        |